# Sainte-Mère-Église

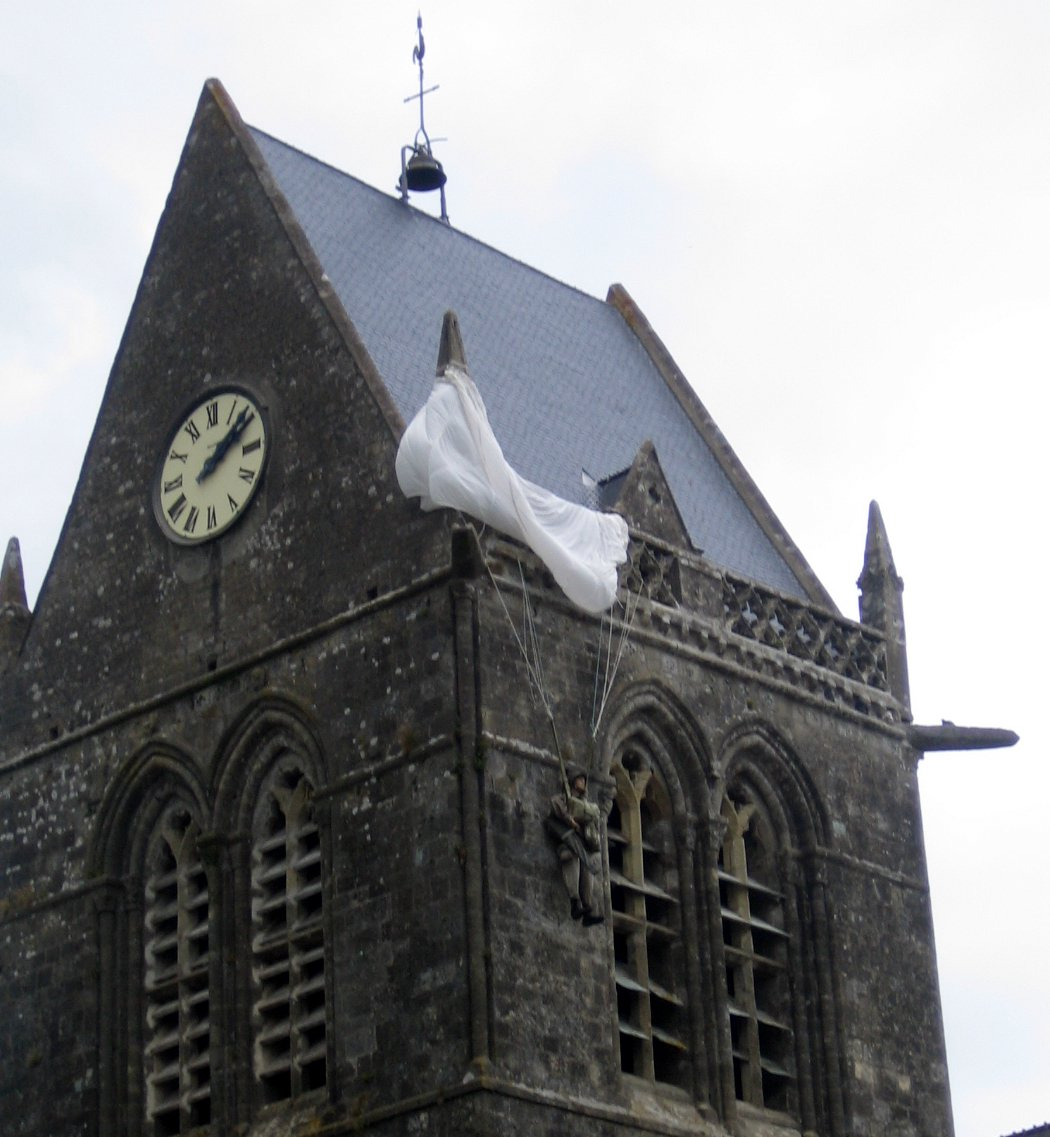
Monumentet av John Steele som landade på kyrkspiran i Sainte-Mère-Églises kyrka på dagen D

Sainte-Mère-Église är en mindre stad och kommun i departementet Manche i regionen Normandie i norra Frankrike. Kommunen är chef-lieu för kantonen Sainte-Mère-Église som ligger arrondissementet Cherbourg. År 2018 hade Sainte-Mère-Église 1 604 invånare.
Staden livnär sig mest på sin historia om sin part i invasionen av Normandie. Det finns många små museer att besöka om detta.

## Historia
Sainte-Mère-Église är mest känd för sin roll i invasionen av Normandie 1944. Byn stod mitt i den väg som det var mest troligt att tyskarna skulle använda för en eventuell motattack mot trupperna på Utah Beach och Omaha Beach. Tidigt på morgonen den 6 juni 1944 marksattes fallskärmstrupper från 82:a och 101:a fallskärmsdivisionerna för att ta över Sainte-Mère-Église, vilket också blev den första befriade byn.

## Dagen D-operationer
De tidiga landningarna vid 01.40 resulterade i hårda förluster för fallskärmsjägarna. Många byggnader i Sainte-Mère-Église brann den natten och lyste upp himlen för tyskarna och en del landade i brinnande hus och dog innan de lyckades ta sig ut.
En uppmärksammad händelse var fallskärmsjägaren John Steele som fastnade med fallskärmen i byns kyrktorn. John kunde bara titta på när striderna pågick under honom. Skadad i foten och efter att ha spelat död i två timmar blev han senare tillfångatagen av de tyska soldaterna. Han lyckades emellertid fly några timmar senare för att ansluta till sina egna trupper. John deltog senare också i bl.a. Operation Marketgarden och var med ända fram tills krigsslutet. Han överlevde kriget och finns som staty, hängande i en fallskärm, i kyrktornet i Sainte Mére Église.
Senare på morgonen klockan 05.00 tog en styrka ledd av överstelöjtnant Edward C. Krause från 505th PIR över staden med mycket lite motstånd. Tydligen var den tyska garnisonen förvirrad och gick till reträtt. Dock kom en tung motattack av tyskarna senare på dagen och höll på en bit in den 7 juni. Fallskärmsjägarna höll staden tills pansarstyrkor från Utah Beach avlöste dem.

## Befolkningsutveckling
Antalet invånare i kommunen Sainte-Mère-Église
| Referens: INSEE |